# Teofane di Creta
Teofane Strelítzas (Θεοφάνης Στρελίτζας), detto Teofane di Creta (Candia, ... – Candia, 1559) è stato un pittore greco della Scuola Cretese attivo della seconda metà nel XIV secolo, in particolare come frescante e pittore di icone.
Nacque a Candia di Creta che al tempo era controllata dalla Serenissima, ebbe la sua formazione pittorica probabilmente sull'isola, ma le sue opere sono tutte state realizzate sul continente.
Ha realizzato gli affreschi di moti monasteri sia a Monte Athos che a Meteora.
Non va confuso con Teofane il Greco, pittore greco attivo in Russia tra il (1330-1410).

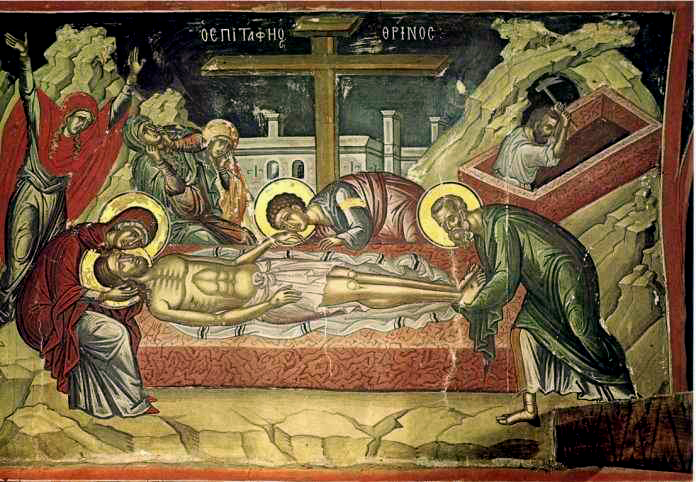
Compianto, Monte Athos.
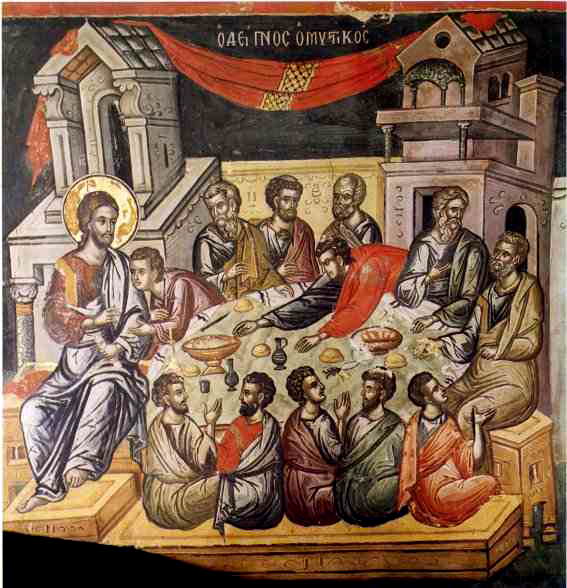
Ultima cena, Monte Athos
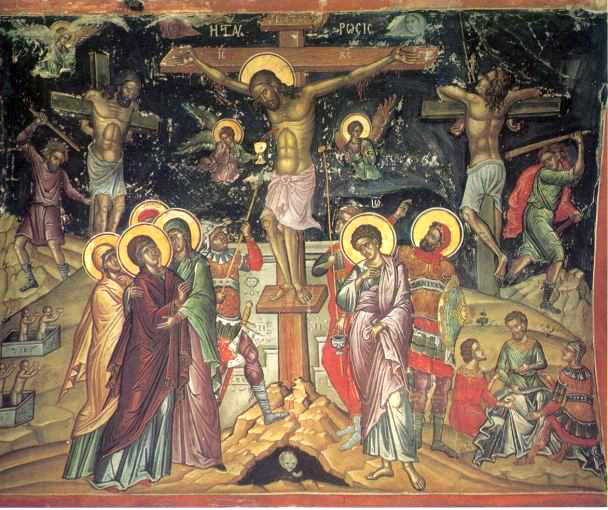
Crocifissione
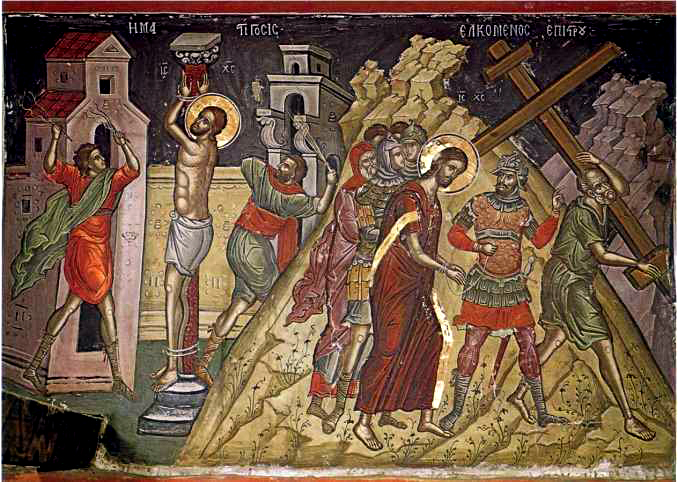
Passione, Monte Athos
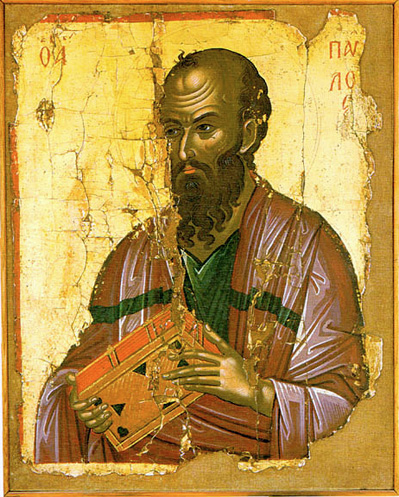
San Paolo, Monte Athos